# Carriage and Insurance Paid to
Carriage and Insurance Paid to (CIP) är en Incoterm som kan användas oavsett transportsätt, utom sjöfart.
Carriage and Insurance paid to betyder att säljaren levererar godset till en av säljaren utsedd fraktare och  betalar kostnaderna till den destinerade platsen. Säljaren måste försäkra godset mot skada och förlust under transporten och utför transportklarering. Kravet gäller bara miniminivå. Transportdokumentet och kostnaden för godstransportenövergår när godset finns hos säljaren på avsedd plats. Transportrisken övergår när godset tas emot av den kontrakterade fraktaren. Köparen bär alla risker och alla andra kostnader efter att godset har blivit lastat.
Med "carrier" avses varje individ som under fraktkontrakt utför frakt oavsett transportsätt.